# Аску (Арјеж)
Аску (фр. Ascou) насеље је и општина у јужној Француској у региону Миди Пирене, у департману Арјеж која припада префектури Фоа.
По подацима из 2011. године у општини је живело 146 становника, а густина насељености је износила 4,1 становника/km². Општина се простире на површини од 35,59 km². Налази се на средњој надморској висини од 1005 метара (максималној 2.360 m, а минималној 879 m).

## Демографија
| 1962. | 1968. | 1975. | 1982. | 1990. | 1999. | 2011. |
| ----- | ----- | ----- | ----- | ----- | ----- | ----- |
| 92    | 114   | 120   | 81    | 96    | 102   | 146   |

График промене броја становника у току последњих година